# 253. Infanterie-Division (Wehrmacht)
La 253. Infanterie-Division fu una divisione dell'esercito tedesco attiva durante la seconda guerra mondiale, che venne creata nel 1939 e fu impiegata nella campagna di Francia e sul fronte orientale, dove fu catturata nel 1945.

## Storia

### Formazione e campagna di Francia
La divisione fu costituita il 26 agosto 1939 e dopo che la formazione fu completata, venne trasferita nella zona di Erkelenz, nell'Eifel per proteggere il confine e nel dicembre 1939 fu trasferito nel Basso Reno. All'inizio della campagna di Francia, dalla zona di Aquisgrana attraversò la Mosa, vicino a Maastricht, poi marciò su Charleroi e Tournai. Durante la seconda fase della campagna avanzò da Reims fino a Digione e dalla fine di giugno 1940 all'aprile 1941, fu schierata come forza di occupazione nella zona di Lille e nel nord della Francia. Il 30 settembre 1940 la divisione cedette un terzo delle sue unità alla 126. Infanterie-Division.

### Fronte orientale
Nel maggio 1941 fu trasferita nella Prussia orientale, dove divenne riserva della 16. Armee; da lì, il 22 giugno 1941 prese parte all'operazione Barbarossa, attraversando il confine a Insterburg. Fu spinta a sud di Dünaburg, facendosi strada attraverso Kaunas, nell'area di Velikiye Luki. Durante l'attacco su Mosca, raggiunse l'alto Volga, dove affrontò l'offensiva invernale sovietica, dopodiché dovette ritirarsi nella zona di Rzev, dove combatté per tutto il 1942. Nell'aprile 1943 fu trasferita nell'area di Yelnya, dove fu rinnovata a luglio e dopo l'inizio dell'offensiva sovietica nella zona di Orël, fu trasferita nella zona a ovest di Ponyri, per poi combattere in ritirata attraverso le aree di Bolchov, Bryansk, Starodub e Gomel. Nell'aprile 1944 prese parte alla riconquista di Kovel, dove rimase fino al giugno 1944, quando venne trasferita nella zona di Cholm per essere rinfrescata. La successiva ritirata portò la divisione sulla Vistola, dove combatté a sud di Pulawy fino ad ottobre; seguì il trasferimento sui Beschidi e nel febbraio 1945 si ritirò nell'Alta Slesia, attraversando il confine con la Moravia nell'aprile 1945, dove fu catturata dalle truppe dell'Armata Rossa ad Havlíčkův Brod.

## Ordine di battaglia

### 253. Infanterie-Division 1939
- Infanterie-Regiment 453
- Infanterie-Regiment 464
- Infanterie-Regiment 473
- Artillerie-Regiment 253
- Pionier-Bataillon 253
- Panzerabwehr-Abteilung 253
- Aufklärungs-Abteilung 253
- Infanterie-Divisions-Nachrichten-Abteilung 253
- Divisions-Nachschubführer 253[1]

### 253. Infanterie-Division 1944
- Grenadier-Regiment 453
- Grenadier-Regiment 464
- Grenadier-Regiment 473
- Divisions-Füsilier-Bataillon 253
- Artillerie-Regiment 253
- Pionier-Bataillon 253
- Panzerjäger-Abteilung 253
- Infanterie-Divisions-Nachrichten-Abteilung 253
- Divisions-Nachschubführer 253[1]

## Decorazioni
Alcuni soldati della 253. Infanterie-division furono premiati per le loro azioni in guerra:
- Croce Tedesca
  - in oro: 38[3]
- Croce di Cavaliere della croce di ferro: 24
  - Croce di Cavaliere con foglie di quercia: 1
  - Croce di Cavaliere con foglie di quercia e spade:
- Distintivo per combattimenti ravvicinati:
  - in bronzo: 8
  - in argento: 2

## Comandanti
- Generalleutnant Fritz Kühne (1 settembre 1939 - 15 marzo 1941)
- Generalleutnant Otto Schellert (15 marzo 1941 - 18 gennaio 1943)
- Generalleutnant Carl Becker (18 gennaio 1943 - 17 giugno 1943)
- Generalmajor Hans Junck (17 giugno 1943 - luglio 1944)
- Generalleutnant Carl Becker (luglio 1944 - 8 dicembre 1944)
- Oberst Emmanuel von Kiliani (8 dicembre 1944 - 30 dicembre 1944)
- Generalleutnant Carl Becker (30 dicembre 1944 - 5 maggio 1945)
- Generalmajor Joachim Schwatlo-Gesterding (5 maggio 1945 - maggio 1945)[1]